# Juliette Degenne
Pour les articles homonymes, voir Degenne.
Juliette Degenne, née le 26 octobre 1960 à Paris, est une actrice et directrice artistique française.
Très active dans le doublage, elle est notamment la voix française régulière de Famke Janssen et Uma Thurman ainsi qu'une des voix d'Ashley Judd, Robin Wright, Melinda McGraw, Kim Raver, Angie Harmon, Cate Blanchett, Polly Walker, Kari Matchett et Natasha Henstridge. Elle est également la voix d'Helga Sinclair dans le film d’animation Atlantide, l'empire perdu (2001), de Mirage dans le film d’animation Les Indestructibles (2004), ainsi qu'en autres, de la reine Meve dans le jeu vidéo Thronebreaker: The Witcher Tales (2018).

## Biographie
Née à Paris, elle a des origines corses, dans la ville d'Ajaccio.
Elle commence sa carrière au début des années 1980, au théâtre, puis à la télévision et au cinéma. Elle s'est spécialisée dans le doublage de films et de séries sur les conseils d'un ami à partir de 1994.

## Théâtre
- 1981 : La Petite Phèdre mise en scène par Jean Canolle
- 1982 : La Florentine mise en scène par Jean Canolle
- 1984-1986 : Napoléon de Jacques Rosny, Yves Gilbert et Serge Lama, mise en scène par Jacques Rosny, théâtre Marigny[2]
- 1986 : L'Opéra de quat'sous de Bertolt Brecht et Kurt Weill, mise en scène par Giorgio Strehler, théâtre de l'Odéon
- 1991 : Darling chérie de Marc Camoletti, mise en scène de l'auteur, théâtre Michel
- 1995 : Le Surbook de Danielle Ryan et Jean-François Champion, théâtre de la Michodière
- 1998 : Archibald de et mise en scène par Julien Vartet, théâtre des Mathurins
- 2001 : X... de John Byrum, mise en scène de Niels Arestrup, La Rive Gauche
- 2004-2006 : Les Amazones de Jean-Marie Chevret, mise en scène par Jean-Pierre Dravel et Olivier Macé, théâtre Rive Gauche, puis théâtre des Bouffes-Parisiens (2005) et théâtre Rive Gauche (2006
- 2012 : La Jeune Fille et la Mort d'Ariel Dorfman, mise en scène par Christopher Daniel Stewart, Festival d'Avignon du 7 au 29 juillet au théâtre Arto
- 2016 : Bon pour accord d'Éric Le Roche, mise en scène par Luq Hamett, Le Nouveau Théâtre, tournée[3]

## Filmographie

### Cinéma
- 1980 : L'Immorale de Claude Mulot
- 1982 : Ça va faire mal ! de Jean-François Davy - France
- 1988 : Les Années sandwiches de Pierre Boutron : Odette
- 1991 : Les Équilibristes de Nikos Papatakis : Jacqueline Masset
- 2007 : Hellphone de James Hunt : Hellphone (voix)
- 2008 : Comme les autres de Vincent Garenq : une lesbienne

### Télévision
- 1985 : Les Cinq Dernières Minutes, épisode Tendres pigeons de Louis Grospierre
- 1985 : Marie love, téléfilm de Jean-Pierre Richard
- 1988 : Loft Story : série télévisée, épisode La petite annonce : Nathalie/Brigitte
- 1989 : Euroflics, téléfilm de Gérard Gozlan : Juliette
- 1989 : Anges et démons, série télévisée : Seraphita
- 1990 : Intrigues, série télévisée, épisodes Une femme de trop, Maurice et Léa et Bel Ange
- 1990 : Côté cœur, série télévisée, épisode Jeudi cinq heures
- 1990 : Le Mari de l'ambassadeur, série télévisée de Francois Velle : Marine
- 1990 : Intrigues, série télévisée, épisodes Rencontre au sommet et Le Studio
- 1991 : Douce France, série télévisée, épisode Le Gendarme amoureux : Martine
- 1991 : Sylvie et compagnie, série télévisée, épisode Robin côté cour : Madame de Faber
- 1991 : Les Équilibristes, téléfilm de Nico Papatakis : Jacqueline, l'ouvreuse
- 1992 : Mésaventures, série télévisée, épisode Au voleur
- 1992 : Mésaventures, série télévisée, épisode Courtisanes, courtisanes
- 1993 : Maguy, série télévisée, épisode Coût de peau: Sue
- 1994 : Chèques en boîte, téléfilm de Nicolas Gessner : la femme de l'agence
- 1996 : Jamais deux sans toi...t, série télévisée, épisode Le Pied vidéo d'Emmanuel Fonlladosa: Diane
- 1999 : La Traversée du phare, téléfilm de Thierry Redler : Madame Tison
- 2000 : Divorce, série télévisée, épisode Aimer perdre
- 2009 : Le Bruno Vaigasse Show, de Gaël Malry et Pascal Carcanade
- 2010 : Le Grand Ménage, téléfilm de Régis Musset : Cécile
- 2013 : Le Jour où tout a basculé, série télévisée, épisode Ma fille est prête à tout pour de l'argent : Isabelle
- 2013 : Le Jour où tout a basculé...à l'audience, série télévisée, épisode Petite guerre entre voisins : Jenny Lannister

## Radio
- 1984 : De graves gamines de Bernard Latour sur France Inter
- 1985 : Coquille blues de Bernard Latour sur France Inter
- 1985 : Les Raisons du cœur de Bernard Latour sur France Inter
- 1985 : L'Oie blanche de Bernard Latour sur France Inter
- 1986 : Une extrême justice de Bernard Latour sur France Inter

## Doublage

### Cinéma

#### Films
- Famke Janssen dans (21 films) :
  - X-Men (2000) : Dr Jean Grey
  - X-Men 2 (2003) : Dr Jean Grey
  - Trouble Jeu (2003) : Katherine
  - X-Men : L'Affrontement final (2006) : Dr Jean Grey
  - Taken (2008) : Lenore
  - Périmètre mortel (2008) : Marine Watson
  - Le Caméléon (2010) : Jennifer Johnson
  - Taken 2 (2012) : Lenore
  - Hansel and Gretel: Witch Hunters (2013) : Muriel
  - Wolverine : Le Combat de l'immortel (2013) : Dr Jean Grey
  - X-Men: Days of Future Past (2014) : Dr Jean Grey
  - Taken 3 (2015) : Lenore
  - L.A. Rush (2017) : Katey Ford
  - The Poison Rose (2019) : Jayne Hunt
  - Primal (2019) : Dr Ellen Taylor
  - Bons Baisers du tueur (2020) : Valerie Kanon
  - Braquage final (2021) : Margaret
  - Dangerous (2021) : l'agent Shaughessy
  - Les Chevaliers du Zodiaque (2023) : V. Guraad
  - Locked In (2023) : Katherine
  - Boy Kills World (2024) : Hilda Van Der Koy
- Uma Thurman dans (16 films) :
  - Pulp Fiction (1994) : Mia Wallace
  - Amours et Jalousies (1995) : Miss Beaumont
  - Entre chiens et chats (1996) : Noëlle
  - Accords et Désaccords (2001) : Blanche
  - Paycheck (2003) : Rachel Porter
  - Les Producteurs (2005) : Ulla
  - Petites Confidences (à ma psy) (2006) : Rafi Gardet
  - Un mari de trop (2008) : Emma
  - La Vie devant ses yeux (2008) : Diana McFee
  - Ceremony (en) (2010) : Zoe
  - My Movie Project (2013) : Lois Lane
  - Mon grand-père et moi (2020) : Sally
  - Hollywood Stargirl (2022) : Roxanne Martel
  - My Dear F***ing Prince (2023) : Ellen Claremont
  - The Kill Room (2023) : Patrice
  - The Old Guard 2 (2025) : Discord
- Robin Wright dans (10 films) :
  - Les Vies privées de Pippa Lee (2009) : Pippa Lee
  - Un homme très recherché (2014) : Martha Sullivan
  - Everest (2015) : Peach Weathers
  - Wonder Woman (2017) : le général Antiope
  - Blade Runner 2049 (2017) : lieutenant Joshi
  - Justice League (2017) : le général Antiope
  - Wonder Woman 1984 (2020) : le général Antiope
  - Land (2021) : Edee Holzer
  - Devil's Peak (en) (2023) : Virgie
  - La Demoiselle et le Dragon (2024) : la reine Isabelle
- Cate Blanchett dans (7 films) :
  - Blue Jasmine (2013) : Jasmine
  - Cendrillon (2015) : Lady Trémaine
  - Thor: Ragnarok (2017) : Hela
  - Bernadette a disparu (2019) : Bernadette Fox
  - Don't Look Up : Déni cosmique (2021) : Brie Evantee
  - Nightmare Alley (2021) : Dr Lilith Ritter
  - Borderlands (2024) : Lilith
- Gina Gershon dans (5 films) :
  - Palmetto (1998) : Nina
  - Révélations (1999) : Helen Caperelli
  - Rifkin's Festival (2020) : Sue
  - Emily the Criminal (2022) : Alice
  - Thanksgiving : La Semaine de l'horreur (2023) : Amanda
- Connie Britton dans (5 films) :
  - Jusqu'à ce que la fin du monde nous sépare (2012) : Diane
  - Angels Sing (2013) : Suzan Walker
  - American Ultra (2015) : Victoria Lasseter
  - Breaking (en) (2022) : Lisa Larson
  - Demain est un autre jour (2025) : Elizabeth
- Angie Harmon dans (4 films) :
  - Le Courtier du cœur (2000) : Page Hensen
  - Cody Banks, agent secret (2003) : Veronica Miles
  - End Game (2006) : Kate Crawford
  - La Prison de verre 2 (2006) : Eve Goode
- Ashley Judd dans (4 films) :
  - Attraction animale (2001) : Jane
  - Crimes et pouvoir (2002) : Claire Kubik
  - Flypaper (2011) : Kaithlin
  - L'Incroyable Histoire de Winter le dauphin 2 (2014) : Lorraine Nelson
- Natasha Henstridge dans (4 films) :
  - Mon voisin le tueur (2000) : Cynthia
  - Mon voisin le tueur 2 (2004) : Cynthia
  - Manipulation (2004) : l'analyste de Wall Street
  - The Black Room (en) (2017) : Jennifer
- Gwyneth Paltrow dans (4 films) :
  - Se7en (1995) : Tracy Mills
  - Double Mise (1996) : Clementine
  - Austin Powers dans Goldmember (2002) : Gwyneth Paltrow
  - Sylvia (2003) : Sylvia Plath
- Julie Bowen dans :
  - Happy Gilmore (1996) : Virginia Venit
  - Mère incontrôlable à la fac (2018) : Marcie
  - Happy Gilmore 2 (2025) : Virginia Venit
- Christine Baranski dans :
  - Drôle de couple 2 (1998) : Thelma
  - Bulworth (1998) : Constance Bulworth
  - Le Grinch (2000) : Martha May
- Nicole Kidman dans :
  - Moulin Rouge ! (2001) : Satine
  - Birth (2004) : Anna
  - Fur (2007) : Diane Arbus
- Michelle Yeoh dans :
  - Sunshine (2007) : Corazon
  - Babylon A.D.(2008) : Sœur Rebeka
  - L'École du bien et du mal (2022) : Pr Emma Anemone
- Janet Jackson dans :
  - Pourquoi je me suis marié ? (2007) : Patricia
  - Pourquoi je me suis marié aussi ? (2010) : Patricia
  - Les Couleurs du destin (2012) : Jo
- Morena Baccarin dans :
  - Deadpool (2016) : Vanessa Carlysle / Copycat
  - Deadpool 2 (2018) : Vanessa Carlysle / Copycat
  - Deadpool et Wolverine (2024) : Vanessa Carlysle
- Anne Heche dans :
  - La Jurée (1996) : Juliet
  - Psycho (1998) : Marion Crane
- Lauren Holly dans :
  - Turbulences à 30 000 pieds (1997) : Teri Halloran
  - L'Enfer du dimanche (1999) : Cindy Rooney
- Jenna Elfman dans :
  - Au nom d'Anna (2000) : Anna Riley
  - Potins mondains et amnésies partielles (2001) : Auburn
- Lisa Thornhill dans :
  - Family Man (2000) : Evelyn Thompson
  - 7 jours et une vie (2002) : Gwen
- Heike Makatsch dans :
  - Love Actually (2003) : Mia
  - Sa dernière course (de) (2013) : Birgit Averhoff
- Carla Gugino dans :
  - The Lookout (2007) : Janet
  - Heads of State (2025) : Elizabeth Kirk
- Rashida Jones dans :
  - Salsa Fury (2014) : Julia
  - Zoe (2018) : Emma
- Carrie Coon dans :
  - Gone Girl (2014) : Margo Dunne
  - Les Veuves (2018) : Amanda Nunn
- Amy Landecker dans :
  - Ma mère et moi (2015) : Diane
  - Snatchers (en) (2019) : Cheryl
- Kari Matchett dans :
  - Code 8 (2019) : Mary, la mère de Connor
  - 2 Hearts (2020) : Grace
- Solbjørg Højfeldt (da) dans :
  - Maybe Baby (da) (2023) : Irene
  - Maybe Baby 2 (sv) (2024) : Irene
- 1987 : Un homme amoureux : Susan Elliott (Jamie Lee Curtis)
- 1991 : Heaven Is a Playground (en) : Dalton Ellis (Janet Julian (en))
- 1993 : La Guerre des sexes : Kim Roach (Lara Harris (en))
- 1993 : Malice : l'infirmière Tanya (Debrah Farentino)
- 1994 : La Liste de Schindler : Émilie Schindler (Caroline Goodall)
- 1994 : Speed : Annie Porter (Sandra Bullock)
- 1994 : The Crow : Myca (Bai Ling)
- 1994 : The Shadow : Margo Lane (Penelope Ann Miller)
- 1994 : Les Complices : Mme Virgina Hervey (Lisa Lu)
- 1996 : L'Ombre blanche : Jessica Cole (Michelle Johnson)
- 1996 : Le Fantôme du Bengale : Sala (Catherine Zeta-Jones)
- 1997 : Copland : Liz Randone (Annabella Sciorra)
- 1997 : Sans foi ni loi : Gina (Sofia Shinas)
- 1998 : L'Associé du diable : Jackie Heath (Tamara Tunie)
- 1998 : Paulie, le perroquet qui parlait trop : Lila Alweather (Laura Harrington (en))
- 1998 : The Truman Show : Lauren Garland (rôle) / Sylvia (Natascha McElhone)
- 1998 : Ennemi d'État : Jenny (Donna W. Scott)
- 1998 : Celebrity : la modèle (Charlize Theron)
- 1998 : À tout jamais : Marguerite Françoise Louise de Ghent (Megan Dodds)
- 1999 : Coup de foudre à Notting Hill : Bella (Gina McKee)
- 1999 : Stigmata : Dr Reston (Ann Cusack)
- 1999 : Une fille qui a du chien : Gail (Michelle Clunie)
- 2000 : Droit au cœur : Megan Dayton (Bonnie Hunt)
- 2000 : Un couple presque parfait : Elizabeth Ryder (Illeana Douglas)
- 2000 : American Psycho : Elizabeth (Guinevere Turner)
- 2001 : Un mariage trop parfait : Francine Donnolly (Bridgette Wilson)
- 2001 : Pas un mot : Sandra Cassidy (Jennifer Esposito)
- 2001 : L'Amour extra-large : Lindy (Manon von Gerkan (de))
- 2003 : La Ligue des gentlemen extraordinaires : Mina Harker (Peta Wilson)
- 2003 : Thirteen : Melanie Freeland (Holly Hunter)
- 2003 : Cube² : Hypercube : Julia (Lindsey Connell)
- 2003 : Dracula II : Ascension : Elisabeth (Diane Neal)
- 2003 : Hitcher 2 : Maggie (Kari Wuhrer)
- 2004 : Des étoiles plein les yeux : Melanie Mackenzie (Margaret Colin)
- 2004 : L'Exorcisme d'Emily Rose : Erin Bruner (Laura Linney)
- 2004 : Garfield : Arlène (Debra Messing) (voix)
- 2004 : Resident Evil: Apocalypse : Terri Morales (Sandrine Holt)
- 2004 : L'Enquête corse : Léa Leoni (Caterina Murino)
- 2005 : Dracula III : Legacy : Elisabeth (Diane Neal)
- 2005 : Sa mère ou moi ! : Fiona, l'ex-petite amie de Kevin (Monet Mazur)
- 2006 : Thank You for Smoking : Polly Bailey (Maria Bello)
- 2006 : Le Diable s'habille en Prada : Emily (Emily Blunt)
- 2006 : Demande à la poussière : Vera Rivkin (Idina Menzel)
- 2006 : Southland Tales : Nana Mae Frost (Miranda Richardson)
- 2007 : Live ! : Katy (Eva Mendes)
- 2007 : Paranoïak : Julie Brecht (Carrie-Anne Moss)
- 2007 : États de choc : Gina (Julie Delpy)
- 2008 : Meilleures Ennemies : Deb (Kristen Johnston)
- 2008 : 33 Scènes de la vie : Barbara (Małgorzata Hajewska-Krzysztofik (pl))
- 2010 : I Love You Phillip Morris : Reba (Aunjanue Ellis)
- 2010 : Night and Day : Naomie (Gal Gadot)
- 2011 : Le Complexe du castor : une reporter (Elizabeth Kaledin)
- 2011 : La Fille invisible : Vera (Gudrun Landgrebe)
- 2012 : Target : Trish (Chelsea Handler)
- 2012 : John Carter : Sarkoja (Polly Walker)
- 2012 : Soldiers Of Fortune : Cecilia (Oksana Korostyshevskaya)
- 2012 : Arthur Newman : Mary Alice Wells (Kristin Lehman)
- 2013 : Effets secondaires : Dierdre Banks (Vinessa Shaw)
- 2013 : L'Extravagant Voyage du jeune et prodigieux T. S. Spivet : Cathy (Susan Glover)
- 2014 : Maléfique : la narratrice et la princesse Aurore âgée (Janet McTeer)
- 2015 : Le Dernier Chasseur de sorcières : Nik (Dawn Olivieri)
- 2015 : Père et Fille : Laura Garner (Paula Marshall)
- 2015 : Room : la journaliste (Wendy Crewson)
- 2016 : Ben-Hur : Naomi (Ayelet Zurer)
- 2016 : Rogue One: A Star Wars Story : Mon Mothma (Genevieve O'Reilly)
- 2016 : Lion : un professeur (Daniela Farinacci (en))
- 2016 : Absolutely Fabulous, le film : elle-même (Jerry Hall)
- 2017 : Sandy Wexler : Janeane Garofalo (Janeane Garofalo)
- 2017 : SPF-18 : Linda Sanders (Molly Ringwald)
- 2017 : Cargo : Kay (Susie Porter)
- 2018 : Les Potes : Jill (Michaela Watkins)
- 2018 : Le Carnet de Sara (es) : Laura (Belén Rueda)
- 2018 : Gloria Bell : Fiona (Jeanne Tripplehorn)
- 2019 : Polar : Regina (Inga Cadranel)
- 2019 : Le Roi lion : Sarabi (Alfre Woodard) (voix)
- 2019 : Le Gang Kelly : Ellen Kelly (Essie Davis)
- 2019 : Maléfique : Le Pouvoir du mal : la narratrice [Qui ?] et voix additionnelles
- 2019[n 1] : L'Homme du labyrinthe : Signora Lai (Marta Paola Richeldi)
- 2020 : Clouds : Laura Sobiech (Neve Campbell)
- 2020 : Holidate : ? (?)
- 2020 : Sous le soleil de Riccione : Irene (Isabella Ferrari)
- 2021 : Free Guy : Lara Spencer (Lara Spencer (en))
- 2021 : Les Éternels : Ajak (Salma Hayek)
- 2021 : Next Door : Clara (Aenne Schwarz (de))
- 2022 : The In Between : Vickie (Kim Dickens)
- 2022 : Matriarch (en) : Celia (Kate Dickie)
- 2023 : Un bal pour Harvard (en) : Mme Lansing (Chelah Horsdal)
- 2023 : La Tresse : Sarah (Kim Raver)
- 2024 : The Substance : Elisabeth Sparkle (Demi Moore)
- 2025 : Heart Eyes  : Crystal Cane (Michaela Watkins)
- 2025 : Freaky Friday 2 : Encore dans la peau de ma mère : ? (?)

#### Films d'animation
- 1996 : Aladdin et le Roi des voleurs : Oracle
- 1996 : Beavis et Butt-Head se font l'Amérique : Dallas Grimes
- 2001 : Atlantide, l'empire perdu : Helga Sinclair
- 2002 : La Légende de Tarzan et Jane : Jane Porter
- 2004 : Les Indestructibles : Mirage
- 2006 : Ultimate Avengers : Natalia Romanov / Black Widow
- 2009 : Ultimate Avengers 2 : Natalia Romanov / Black Widow
- 2012 : Resident Evil: Damnation : Ada Wong
- 2013 : Le vent se lève : Madame Kurokawa
- 2015 : Clochette et la Créature légendaire : la narratrice
- 2016 : Tout en haut du monde : la mère de Sacha
- 2017 : Mariah Carey présente : Mon plus beau cadeau de Noël : Mariah adulte
- 2017 : Baby Boss : Patti Potin
- 2020 : En avant : Laurel Lightfoot[n 2]
- 2021 : Détective Conan : La Balle écarlate : Mary Sera
- 2021 : Encanto : La Fantastique Famille Madrigal : Señora Guzmán
- 2023 : Nimona : la directrice[n 3]

### Télévision

#### Téléfilms
- Lesli Kay dans (7 téléfilms) :
  - Une prof particulière (2013) : l'inspecteur Peters
  - Harcelée par mon médecin : Le retour (2016) : Rachel
  - Une étudiante en sursis (2017) : Tracy
  - Une nounou malveillante (2018) : Margo
  - Ma fille, sous l'emprise de son petit ami (2019) : Eliza
  - Brisée par mon ex (2021) : Melinda
  - The Wrong Blind Date (en) (2022) : Angela
- Kari Matchett dans (6 téléfilms) :
  - Un homme si parfait (2006) : Karen Reese
  - Tempête de météorites (2010) : Dr Michelle Young
  - Les Chevaux de l'espoir (2012) : Avril Davidson
  - Un Mariage à l'épreuve (2015) : Maura
  - Comme les Noëls de mon enfance (2018) : Pamela
  - Ma mère est folle (2019) : Jill Jones
- Barbara Niven dans (6 téléfilms) :
  - Un festival pour Noël (2017) : Carol Shaw
  - La Clef d'un Noël réussi (2018) : Carol Shaw
  - Un amour de chef (2019) : Andrea
  - Le Calendrier secret de Noël (2019) : Carol Shaw
  - Les petits miracles de Noël (2020) : Carol Shaw
  - Le grand concours de Noël (2021) : Donna Cottridge
- Lauren Holly dans (4 téléfilms) :
  - Se méfier des apparences (2016) : Beth
  - Les diamants de Noël (2018) : Bennett
  - Comment trouver l'amour à la St-Valentin ? (2018) : Adele (version Netflix)
  - Mon bel homme de neige (2024) : Jane Miller
- Helene Udy dans (4 téléfilms) :
  - Une famille à tout prix ! (2020) : Mme Gibson
  - Ado à coacher, père à séduire (2020) : Dr Gordon
  - Épiée dans ma maison (2021) : l'agent immobilier
  - Un ex toxique (2022) : Jane
- Ona Grauer dans :
  - Bonne fête maman ! (2014) : Trish
  - Une princesse pour Noël (2017) : Sharon
  - L'Homme qui a brisé ma fille (2018) : Gillian Tennison
- Angie Harmon dans :
  - Le Courtier du cœur (2001) : Page Hensen
  - L'Enfer à domicile (2002) : Susan Wilson
  - La Prison de verre 2 (2006) : Eve Goode
- Gil Anderson dans :
  - Jesse Stone : L'enfant disparu (2009) : Jenn
  - Jesse Stone : Lost in Paradise (2015) : Jenn
- Julie Benz dans :
  - La Robe de la mère Noël (2015) : Meredith Rossman
  - Taken : À la recherche de Sophie Parker (2013) : Stevie Parker
- Lolita Davidovich dans :
  - Un tueur au visage d'ange (2013) : Joan Porco
  - Une Américaine à Paris (2019) : Margot
- Angela Nicholas dans :
  - Mes jumeaux ont deux pères (2016) : Gillian
  - La Mort au premier virage (2021) : Rhonda
- 1986 : Anastasia : Anna Anderson (Amy Irving)
- 1994 : Fortitude : Lady Deirdre Sebright (Patsy Kensit)
- 1995 : La Mort pour vivre : Sarah O'Rourke (Linda Fiorentino)
- 1995 : Le tueur de Blue Lake : Deena (Isabel Glasser)
- 1996 : Princess in Love : Princesse Diana (Julie Cox)
- 1996 : L'Homme qui nous a trahies : Holly Mitchell (Debrah Farentino)
- 1996 : Samson et Dalila : Dalila (Elizabeth Hurley)
- 1998 : Le Chevalier hors du temps : Reine Guenièvre (Amanda Donohoe)
- 1998 : Nick Fury: Agent of SHIELD : Comtesse Valentina Allegra « Val » de Fontaine (Lisa Rinna)
- 2001 : La Dernière Rivale : Ruby Grange (Jolene Blalock)
- 2001 : Une famille meurtrie : Brenda Kniffen (Virginia Madsen)
- 2001 : Attila le Hun : Honoria (Kirsty Mitchell)
- 2001 : L'amour n'est qu'un jeu : Diedre (Mo'Nique)
- 2002 : Meurtre à Greenwich : Caroline Fuhrman (Carolyn Bock)
- 2002 : Embrassez la mariée ! : Christina 'Chrissy' Sposato (Vanessa Parise)
- 2005 : Sous l'emprise du mal : Erica Rose / Heather Rose (Kim Raver)
- 2008 : My Zinc Bed : Elsa Quinn (Uma Thurman)
- 2011 : Mon fils a disparu : Garde Maritime (Kendall Cross)
- 2011 : Lune de miel en solo : Hilary (Victoria Smurfit)
- 2012 : L'Enfer au paradis : Le Destin tragique d'Alice H. : Alice Hayward (Sonya Salomaa)
- 2012 : La Tour : Régine (Carina N. Wiese)
- 2013 : Le ranch des coeurs sauvages : Barbara (Eloise DeJoria)
- 2013 : House of Versace : Donatella Versace (Gina Gershon)
- 2013 : Une mère indigne : Cheryl (Helen Slater)
- 2014 : Salting the Battlefield : Amber Page (Leanne Best (en))
- 2014 : Femmes en révolte : Christa Schlikker (Catherine Flemming)
- 2014 : Dernier combat : Diane (Famke Janssen)
- 2014 : Maman à 16 ans : Inspecteur Patricia Henderson (Jean Louisa Kelly)
- 2014 : Mon amant, son père et moi : Nicky Koch (Katharina Müller-Elmau)
- 2014 : Deux Femmes amoureuses : Marie (Ina Weisse[n 4])
- 2016 : Amber la combative : Trish Marshall (Mary Krohnert)
- 2017 : Le club du masque blanc : Anna (Holly Gagnier)
- 2017 : Liaison dangereuse avec mon étudiante : Jess (Jana Lee Hamblin)
- 2017 : Un amour de patineuse : Mia Lee (Gail O'Grady)
- 2018 : Piégée dans la ville de ma soeur jumelle : Rose (Catherine Dyer (en))
- 2018 : La nuit où ma fille a disparu... : Ruth « Coach » Simmons (Rya Kihlstedt)
- 2018 : Mon amour du lagon : Andrea Richter (Sonja Kirchberger)
- 2018 : La double vie de Posy (2018) : Stella (Inga Cadranel)
- 2019 : Mon beau-père diabolique : Tracy (Jennifer Lafleur)
- 2019 : Le charme de Noël : DiDi Dougherty (Jane Sibbett)
- 2020 : Mr. Merveilleux : Barbara (Joely Fisher)
- 2020 : Un trésor sous votre sapin : Linda (Jane Wheeler)
- 2022 : New York avec toi : Samantha (Maria Syrgiannis)
- 2022 : Le Noël de Cupidon : Lucille (Catherine McGregor)
- 2022 : Noël à Broadway : Elisabeth Bingham (Carolyn McCormick (en))

#### Séries télévisées
- Melinda McGraw dans (18 séries) :
  - Living in Captivity (en) (1998) : Becca Marek (mini-série)
  - Desperate Housewives (2005) : Annabel Foster (3 épisodes)
  - À la Maison-Blanche (2006) : Jane Braun (4 épisodes)
  - Bones (2006) : Gayle Seaver (saison 2, épisode 5)
  - Journeyman (2007) : Annette Barron (épisodes 12 et 13)
  - Mad Men (2008) : Bobbie Barrett (5 épisodes)
  - Les Experts (2009) : Mme Griffin (saison 9, épisode 14)
  - New York, unité spéciale (2009) : Samantha Copeland (saison 10, épisode 20)
  - NCIS : Enquêtes spéciales (2011-2019) : Diane Sterling, agent spécial de l'IRS (6 épisodes)
  - Facing Kate (2012) : la juge Victoria Connors (saison 2, épisode 7)
  - Hawaii 5-0 (2012) : Patricia Slater (saison 3, épisode 7)
  - Ben and Kate (2013) : Vera Everson (3 épisodes)
  - Scandal (2013) : Debora Clarkson (saison 2, épisode 17)
  - Glee (2014) : Clara Banks (saison 5, épisode 19)
  - Crisis (2014) : Julia Devore (4 épisodes)
  - NCIS : Nouvelle-Orléans (2018) : Gina Powell (saison 5, épisode 5)
  - Interrogation (en) (2020) : Faith Turner (4 épisodes)
  - Paul T. Goldman (en) (2023) : Audrey Munson (mini-série)
- Kari Matchett dans (15 séries) :
  - Invasion (2005-2006) : Dr Mariel Underlay (22 épisodes)
  - Studio 60 (2007) : Mary Tate (épisode 19)
  - Urgences (2007-2008) : Dr Skye Wexler (5 épisodes)
  - Flashpoint (2009) : l'agent Delia Semple (saison 2, épisode 7)
  - Leverage (2009-2012) : Maggie Collins (4 épisodes)
  - Covert Affairs (2010-2014) : Joan Campbell (75 épisodes)
  - Elementary (2013) : Kathryn Drummond (saison 1, épisode 14)
  - Les Enquêtes de Murdoch (2015) : Miss Heloise (saison 8, épisode 12)
  - Good Doctor (2017) : la mère de Liam (saison 1, épisode 7)
  - The Detail (en) (2018) : Diane Taylor (épisode 3)
  - Ransom (2019) : Holly Preston (saison 3, épisode 9)
  - Hudson et Rex (2021) : Lisa Bunting (saison 3, épisode 9)
  - Supergirl (2021) : la conseillère Jean Rankin (saison 6, épisodes 10 et 12)
  - A Million Little Things (2021) : Georgia Gregory (4 épisodes)
  - Fargo (2023) : Linda (saison 5, épisode 7)
- Polly Walker dans (13 séries) :
  - Rome (2005-2007) : Atia des Julii (22 épisodes)
  - Miss Marple (2007) : Bess Sedgwick (saison 3, épisode 1)
  - Cane (2007) : Ellis Samuels (13 épisodes)
  - Numb3rs (2009) : Dr Lorna Ludlow (saison 5, épisode 19)
  - Caprica (2010) : Clarice Willow (17 épisodes)
  - Psych : Enquêteur malgré lui (2011) : Randa (saison 6, épisode 1)
  - Mentalist (2012) : Alexa Schultz (saison 5, épisodes 1 et 5)
  - Warehouse 13 (2013) : Charlotte Dupres (4 épisodes)
  - Mr Selfridge (2014) : Delphine Day (9 épisodes)
  - Pennyworth (2019-2022) : Peggy Sykes (17 épisodes)
  - Cursed : La Rebelle (2020) : Lady Lunete (5 épisodes)
  - La Chronique des Bridgerton (depuis 2020) : Lady Portia Featherington
  - Dune: Prophecy (2024) : Sonia Harkonnen
- Kim Raver dans (11 séries) :
  - Central Park West (1995) : Deanne Landers (saison 1)
  - 24 Heures chrono (2004-2007 / 2014) : Audrey Raines (65 épisodes)
  - Lipstick Jungle : Les Reines de Manhattan (2008-2009) : Nico Reilly (20 épisodes)
  - Grey's Anatomy (2009-2012 / depuis 2017) : Dr Teddy Altman
  - Revolution (2012-2014) : Julia Neville (9 épisodes)
  - NCIS : Los Angeles (2013) : l'agent spécial Paris Summerskill (saison 4, épisodes 18 et 19)
  - Bones (2015) : l'agent spécial Grace Miller (saison 11, épisodes 1 et 2)
  - APB : Alerte d'urgence (2017) : Lauren Fitch (3 épisodes)
  - Ray Donovan (2017) : Dr Bergstein (saison 5)
  - Designated Survivor (2018) : Dr Andrea Frost (saison 2)
  - Grey's Anatomy : Station 19 (2020-2023) : Dr Teddy Altman (4 épisodes)
- Lilli Birdsell dans (11 séries) :
  - Les Experts (2012) : Dr Monica Warren (saison 13, épisode 8)
  - Bones (2016) : Karen Walters (saison 11, épisode 12)
  - Marvel : Les Agents du SHIELD (2016) : Lucy Bauer (saison 4)
  - Grey's Anatomy (2017) : Emily Rochester (saison 13, épisode 10)
  - For the People (2018) : Nancy Martin (saison 1, épisode 10)
  - Heathers (2018) : Mme McNamara (épisodes 2 et 3)
  - Good Doctor (2019) : Shannon Tindle (saison 2, épisode 14)
  - Doom Patrol (2019) : Martha Archon (saison 1, épisodes 4 et 5)
  - The Resident (2020) : Regina (saison 3, épisode 15)
  - 9-1-1 (2021) : Sylvia Mays (saison 4, épisodes 1 et 2)
  - Mom (2021) : Lydia (saison 8, épisode 16)
- Famke Janssen dans (7 séries) :
  - Star Trek : La Nouvelle Génération (1992) : Kamala (saison 5, épisode 21)
  - Nip/Tuck (2004-2010) : Ava Moore (11 épisodes)
  - Hemlock Grove (2013-2015) : Olivia Godfrey (33 épisodes)
  - Blacklist (2016-2018) : Susan Scott « Scottie » Hargrave (5 épisodes)
  - Blacklist: Redemption (2017) : Susan Scott « Scottie » Hargrave (8 épisodes)
  - Dans leur regard (2019) : Nancy Ryan (mini-série)
  - The Capture (2019) : Jessica Mallory (épisode 6)
- Lolita Davidovich dans (7 séries) :
  - Espions d'État (2002-2003) : Avery Pohl (5 épisodes)
  - Monk (2003) : Natasha Lovara (saison 2, épisode 4)
  - The L Word (2004) : Francesca Wolff (4 épisodes)
  - Bunheads (2013) : Mme Simms (épisode 15)
  - NCIS : Enquêtes spéciales (2013) : Catherine Tavier (saison 11, épisode 4)
  - Backstrom (2015) : Louise « Lou » Finster (épisodes 9 et 13)
  - Suits : Avocats sur mesure (2019) : la mère de Donna (saison 8, épisode 15)
- Jaime Murray dans (7 séries) :
  - Les Arnaqueurs VIP (2004-2007 / 2012) : Stacie Monroe (25 épisodes)
  - NCIS : Enquêtes spéciales (2009) : l'agent Julia Foster-Yates (saison 6, épisode 24)
  - Ringer (2011-2012) : Olivia Charles (9 épisodes)
  - The Finder (2012) : Amadea Denaris (épisode 1)
  - Sleepy Hollow (2015) : Carmella Pines (saison 2, épisode 14)
  - The Originals (2018) : Antoinette (6 épisodes)
  - Gotham (2019) : Theresa Walker/Nyssa Al Ghul (5 épisodes)
- Clare Carey dans (7 séries) :
  - Jericho (2006-2008) : Mary Bailey (22 épisodes)
  - Crash (2008-2009) : Christine Emory (13 épisodes)
  - NCIS : Enquêtes spéciales (2012 / 2014) : Ann Gibbs (saison 9, épisode 14 puis saison 11, épisode 24)
  - Revenge (2013) : Patricia Barnes (saison 2, épisode 10)
  - Major Crimes (2013) : Mme Riley (saison 2, épisode 13)
  - Perception (2014) : Victoria Pavel (saison 3, épisode 4)
  - NCIS : Nouvelle-Orléans (2015) : Anna Boudreau (saison 2, épisode 1)
- Amy Landecker dans (7 séries) :
  - Louie (2010-2014) : Sandra (4 épisodes)
  - Room 104 (2017) : Joan (saison 1, épisode 8)
  - LA to Vegas (2018) : Patricia Hayes (3 épisodes)
  - Little Birds (2020) : Vanessa Savage (mini-série)
  - Your Honor (2020-2023) : Nancy Costello (15 épisodes)
  - Minx (2022) : Bridget Wesbury
  - Ramy (2022) : la thérapeute (saison 3, épisode 6)
- Angie Harmon dans (6 séries) :
  - Un privé à Malibu (1995-1997) : Ryan McBride (44 épisodes)
  - New York, police judiciaire (1998-2001) : Abigail « Abbie » Carmichael (72 épisodes)
  - New York, unité spéciale (1999-2000) : Abigail « Abbie » Carmichael (6 épisodes)
  - Women's Murder Club (2007-2008) : Lindsay Boxer (13 épisodes)
  - Chuck (2010) : Sydney (saison 3, épisode 4)
  - Rizzoli and Isles (2010-2016) : l'inspecteur Jane Rizzoli (105 épisodes)
- Michelle Forbes dans (6 séries) :
  - Alias (2005) : Dr Maggie Sinclair (saison 4, épisode 16)
  - Battlestar Galactica (2005-2006) : l'amiral Helena Cain (3 épisodes)
  - True Blood (2008-2009) : Maryann Forrester (15 épisodes)
  - Chicago Fire (2013) : Gail McLeod (10 épisodes)
  - Rake (2014) : Lucy Marks (épisode 6)
  - Berlin Station (2016-2019) : Valerie Edwards (29 épisodes)
- Uma Thurman dans (6 séries) :
  - Smash (2012) : Rebecca Duvall (5 épisodes)
  - The Slap (2015) : Anouk Latham (6 épisodes)
  - Imposters (2017-2018) : Lenny Cohen (6 épisodes)
  - Chambers (2019) : Nancy Lefevre (10 épisodes)
  - Suspicion (2022) : Katherine Newman (6 épisodes)
  - Super Pumped (2022) : Arianna Huffington (4 épisodes)
- Laila Robins dans (5 séries) :
  - New Amsterdam (2018) : Mme Ryland (saison 1, épisode 3)
  - Bull (2019) : Colleen McCandless (saison 3, épisode 20)
  - The Walking Dead (2022) : Pamela Milton (15 épisodes)
  - So Help Me Todd (en) (2023) : Natalie Harris (saison 1, épisodes 15 et 20)
  - The Crowded Room (2023) : Susie (mini-série)
- Molly Ringwald dans (4 séries) :
  - La Vie secrète d'une ado ordinaire (2008-2013) : Anne Juergens (96 épisodes)
  - Riverdale (2017-2023) : Mary Andrews (34 épisodes)
  - Allô la Terre, ici Ned (en) (2020) : Molly Ringwald (épisode 19)
  - Dahmer - Monstres : L'Histoire de Jeffrey Dahmer (2022) : Shari Dahmer (mini-série)
- Victoria Smurfit dans (5 séries) :
  - Missing : Au cœur du complot (2012) : Sloane (épisode 3)
  - Once Upon a Time (2014-2018) : Cruella d'Enfer (15 épisodes)
  - Strike Back (2019) : Lauren Gillespie (saison 7, épisodes 5 et 6)
  - Bloodlands (en) (2022) : Olivia Foyle (saison 2)
  - Rivals (2024) : Maud O'Hara
- Gina Gershon dans (4 séries) :
  - Glee (2015) : Pam Anderson (saison 6, épisode 8)
  - Awkwafina Is Nora from Queens (en) (2023) : Dr Emily Cohen (saison 3, épisode 1)
  - Docteur Odyssey (2024) : Lenore Laurent
  - The Assassin (2025) : Marie
- Carrie-Anne Moss dans :
  - Models Inc. (1994-1995) : Carrie Spencer (29 épisodes)
  - L'Homme de nulle part (1995) : Karin Stoltz (épisode 4)
  - FX, effets spéciaux (1996-1997) : Lucinda Scott (22 épisodes)
- Wendy Moniz dans :
  - Le Protecteur (2001-2004) : Luisa « Lulu » Archer (58 épisodes)
  - Damages (2009-2010) : Jill Burnham (7 épisodes)
  - Yellowstone (2018-2021) : le gouverneur Lynelle Perry (15 épisodes)
- Stephanie Niznik dans :
  - Everwood (2002-2006) : Nina Feeney (82 épisodes)
  - Grey's Anatomy (2007) : Carol (saison 3, épisodes 22 et 23)
  - La Famille Safari (2007-2008) : Jo Clarke (13 épisodes)
- Alanna Ubach dans :
  - Eli Stone (2008-2009) : Cathy Bonilla (3 épisodes)
  - Californication (2013) : Trudy (3 épisodes)
  - The Good Cop (2018) : Debbi Paddock (épisode 5)
- Essie Davis dans :
  - La Gifle (2011) : Anouk (mini-série)
  - Philip K. Dick's Electric Dreams (2017) : Vera (épisode 6)
  - Alien: Earth (2025) : Dame Sylvia
- Julia Ormond dans :
  - Witches of East End (2014) : Joanna Beauchamp (2e voix, saison 2)
  - Incorporated (2016-2017) : Elizabeth Krauss (10 épisodes)
  - Howards End (2017) : Ruth Wilcox (mini-série)
- Genevieve O'Reilly dans :
  - The Fall (2016) : Kinkead (saison 3, épisode 2)
  - Andor (2022-2025) : la sénatrice Mon Mothma (17 épisodes)
  - Ahsoka (2023) : la sénatrice Mon Mothma (mini-série)
- Lyne Renée dans :
  - Deep State (en) (2018) : Anna Easton (8 épisodes)
  - Motherland: Fort Salem (2020-2022) : le général Sarah Adler (29 épisodes)
  - Gossip Girl (2021) : Helena Bergmann (saison 1, épisodes 6 et 8)
- Julie Cox dans :
  - Dune (2000) : la princesse Irulan Corrino (mini-série)
  - Les Enfants de Dune (2003) : la princesse Irulan Corrino (mini-série)
- Megan Dodds dans :
  - MI-5 (2002-2004) : Christine Dale (9 épisodes)
  - Detroit 1-8-7 (2011) : Jess Harkins (6 épisodes)
- Sherilyn Fenn dans :
  - Gilmore Girls (2003) : Sasha (saison 3, épisode 21)
  - Boston Public (2004) : Violet Montgomery (4 épisodes)
- Lesli Kay dans :
  - Amour, Gloire et Beauté (2005-2014) : Felicia Forrester
  - Ghost Whisperer (2009) : Suzanne Zale/Celeste Barrington (saison 4, épisode 20)
- Camille Coduri dans :
  - Sinchronicity (2006) : Peggy Simmons (5 épisodes)
  - Rain Dogs (en) (2023) : Donna (saison 1, épisode 5)
- Sonya Salomaa dans :
  - Durham County (2007-2009) : Traci Prager (7 épisodes)
  - The Killing (2013) : Annie Becker (3 épisodes)
- Emilia Fox dans :
  - Merlin (2009-2011) : Morgause (11 épisodes)
  - The Wrong Mans (2013) : Scarlett Stevens (5 épisodes)
- Julie Benz dans :
  - Super Hero Family (2010-2011) : Stephanie Powell (20 épisodes)
  - Defiance (2013-2015) : Amanda Rosewater (39 épisodes)
- Jeanne Tripplehorn dans :
  - Esprits criminels (2012-2014) : l'agent spécial Alex Blake (48 épisodes)
  - The Gilded Age (depuis 2022) : Sylvia Chamberlain
- Inga Cadranel dans :
  - The Strain (2014) : Diane (saison 1)
  - Dave (2023) : Ava (saison 3)
- Francesca Faridany dans :
  - Falling Water (2016) : Helena Swift (6 épisodes)
  - Manifest (2018-2019) : Fiona Clarke (6 épisodes)
- Tara Fitzgerald dans :
  - Meurtres au paradis (2016) : Anouk Laban (saison 5, épisode 6)
  - Surface (en) (2025) : Anna Huntley (saison 2)
- Lisa Rinna dans :
  - The Middle (2017) : Tammy Brooks (saison 9, épisode 9)
  - American Horror Stories (2023 : Sheila Klein (saison 3, épisode 3)
- Morwenna Banks (en) dans :
  - Loaded (2017) : Linda (épisodes 1 et 3)
  - Pourquoi pas Evans ? (2022) : Amelia Cayman (mini-série)
- Ayelet Zurer dans :
  - Taken (2017) : Leah (saison 1, épisode 8)
  - La Maison de David (2025) : la reine Ahinoam
- Anna Chancellor dans :
  - Trust (2018) : Penelope Kittson (8 épisodes)
  - Témoin indésirable (2018) : Rachel Argyll (mini-série)
- Marie Askehave dans :
  - Versailles (2018) : Delphine, duchesse d'Angers (10 épisodes)
  - Les Initiés (2019) : Isa (10 épisodes)
- Michelle Gomez dans :
  - Les Nouvelles Aventures de Sabrina (2018-2020) : Mary Wardell / Madam Satan (30 épisodes)
  - The Flight Attendant (2020-2022) : Miranda Croft (9 épisodes)
- Cate Blanchett dans :
  - Mrs. America (2020) : Phyllis Schlafly (mini-série)
  - Squid Game (2025) : la recruteuse américaine (saison 3, épisode 6)
- Kathleen York dans :
  - Trésors perdus : le secret de Moctezuma (2022) : Gina (saison 1, épisodes 2 et 4)
  - Will Trent (2023) : Babs Carter (saison 1, épisode 7)
- Susie Porter dans :
  - Le Renard : Prince des voleurs (2023) : Lady Jane Fox
  - Apple Cider Vinegar (2025) : Tamara
- Catherine McClements dans :
  - Enquêtes au paradis (en) (depuis 2024) : le sergent Philomena Strong
  - Les Survivants (2025) : Trish (mini-série)
- 1980[n 5] : Le Muppet Show : Joan Baez (Joan Baez) (saison 5, épisode 3)
- 1993 : To Play the King : Sarah Harding (Kitty Aldridge) (mini-série)
- 1998-1999 : Air America : Alison Stratton (Diana Barton) (26 épisodes)
- 2002 : New York, section criminelle : Tina Davenport (Noelle Beck) (saison 2, épisode 7)
- 2002 : 24 Heures chrono : Alberta Green (Tamara Tunie) (7 épisodes)
- 2002 : The Shield : Tereza Varela (Sandra Purpuro (en)) (saison 1, épisodes 10 et 11)
- 2005-2007 : Lost : Les Disparus : Sarah Sheppard (Julie Bowen) (5 épisodes)
- Nash Bridges : Michelle Chan (Kelly Hu)
- Saving Grace : Grace Hanadarko (Holly Hunter)
- Hawthorne : Infirmière en chef : Bobbie Jackson (Suleka Mathew)
- The Street : Bridget Deshiel (Bridgette Wilson-Sampras)
- South Beach : Elizabeth Bauer (Vanessa Lynn Williams)
- Histoires d'eau : narratrice (série documentaire)
- Over There : Anna (Ana Ortiz)
- New York, unité spéciale : Dr Erica Olsen (Magaly Colimon)
- Hercule Poirot : Le Couteau sur la nuque : Jane Wilkinson (Helen Grace)
- Hercule Poirot : Le Vallon : Veronica Cray (Lysette Anthony)
- 2013-2018 : House of Cards : Claire Underwood (Robin Wright) (73 épisodes)
- Hartley, cœurs à vif : Jill Delaine (Morna Seres)
- Derrière les barreaux : Miranda Aguirre (Cristina Plazas)
- Ray Donovan : Kate McPherson (Vinessa Shaw)
- Houdini and Doyle : Touie Doyle (Louise Delamere (en))
- Salvation : Katya Veselov (Irene Pool)
- Stella Blómkvist : Dagbjört (Sara Dögg Ásgeirsdóttir)
- Sous influence : Yvonne Carmichael (Emily Watson)
- Philip K. Dick's Electric Dreams : Vera (Essie Davis)
- Famous in Love : Nina Devon (Perrey Reeves)
- 13 Reasons Why : Nora Walker (Brenda Strong)
- Toute la vérité : Judith Mohn (Christina Hecke)
- The Casual Vacancy (mini-série) : Samantha Mollison (Keeley Hawes)
- 2010 : Lie to Me : Janine Hardy (Sara Mornell) (saison 2, épisode 15)
- 2016 : Major Crimes : Jennifer Edwards (Lisa Thornhill) (saison 5, épisode 11)
- 2018 : Bodyguard : Anne Sampson (Gina McKee) (mini-série)
- 2018-2022 : Dynastie : Laura Van Kirk (Sharon Lawrence) (8 épisodes)
- 2019 : Miracle Workers : la mère de Dieu (Margaret Cho) (saison 1, épisode 6)
- 2019-2022 : His Dark Materials : À la croisée des mondes : Dr Cooper (Lia Williams) (5 épisodes)
- 2020 : I Know This Much Is True : Mlle Hanker (Annie Fitzgerald) (mini-série)
- 2020 : FBI: Most Wanted : Sherry Bishop (Tina Benko) (saison 1, épisode 8)
- 2020 : Ratched : l'infirmière Mildred Ratched (Sarah Paulson)
- 2021 : Destin : La Saga Winx : Vanessa Peters (Eva Birthistle) (saison 1)
- 2021 : Allegra : Greta adulte (Paula Morales) (10 épisodes)
- 2021 : Directrice : Nicole Hines (Mary B. McCann) (mini-série)
- 2021 : Dr Harrow : Tanya Reed (Sara Wiseman) (saison 3)
- 2021 : Hit & Run : Xael Wakefield (Julie Lauren) (saison 1, épisodes 6 et 7)
- 2021-2022 : Chucky : Kyle (Christine Elise) (7 épisodes)
- depuis 2021 : Acapulco : Diane Davies (Jessica Collins)
- 2022 : The Dropout : Linda Tanner (Michaela Watkins) (mini-série)
- 2022 : Barry : Diane Villa (Elizabeth Perkins) (saison 3)
- 2022 : Peaky Blinders : Diana Mitford (Amber Anderson) (saison 6)
- 2022 : Bang Bang Baby : Barbarella (Silvia Gallerano) (5 épisodes)
- 2022 : Mo : Nadia Robinson (Cherien Dabis)
- depuis 2022 : Professeur T (en) : Dr Helena Goldberg (Juliet Stevenson)
- 2023 : Hijack : Louise (Hattie Morahan)
- 2023 : Tous les jours la même nuit : Ana (Bianca Byington (pt)) (mini-série)
- 2023 : Mrs. Davis (en) : la capitaine (Alexandra Bokyun Chun) (mini-série)
- 2023 : Loki : la générale Dox (Kate Dickie) (saison 2)
- 2023 : N'oublie pas de vivre : Dee Dee (Connie Britton) (10 épisodes)
- 2023 : Lawmen : L'Histoire de Bass Reeves : Rachel Reeves (Jessica Oyelowo (en)) (mini-série)
- 2023 : Romancero (en) : Caterine (Julieta Cardinali) (6 épisodes)
- 2023 : Berlin : Lavelle (Rachel Lascar)
- 2023 : Alert : Jacqueline Phillips (Fiona Highet) (saison 1, épisode 3)
- 2024 : L'Amour trompé : Gabriella (Monica Guerritore)
- 2024 : Only Murders in the Building : Sofia Caccimelio (Téa Leoni)
- 2024 : Interior Chinatown : Betty (Lauren Tom)
- 2024 : 1992 : Teresa (Mona Martínez (es)) (mini-série)
- 2024 : The Agency : Emily Ogletree (Annabel Mullion (en))
- 2025 : On Call : le lieutenant Bishop (Lori Loughlin)
- 2025 : De parfaites demoiselles : Doña Paquita (María Barranco)
- 2025 : Chronique arctique : Helen (Mary Lynn Rajskub)

#### Séries d'animation
- 1989 : Scooby-Doo : Agence Toutou Risques : Tante Thelma (saison 1[4])
- 1995-1998 : Gargoyles, les anges de la nuit : Margot Yale / la femme blonde dans la voiture (épisode 3)
- 1998 : Bob Morane : Miss Ylang-Ylang
- 1998-2001 : Men in Black : Agent L
- 1999 : Le Surfer d'Argent : Infinité
- 2001-2003 : La Légende de Tarzan : Jane Porter
- 2001-2004 : Galaxie Lloyd : Norah Nebulon
- 2005 : Les Zinzins de l'espace : Clara la sorcière
- 2009-2011 : Marsupilami: Houba ! Houba ! Hop ! : Félicia
- 2010 : Cars Toon : Sally
- 2017 : Star Wars Rebels : Mon Mothma
- 2017 : Star Wars : Les Aventures des Freemaker : Mon Mothma
- 2017-2020 : Raiponce, la série : Mme Bégonia / Démonia l'Éternelle (saison 1, épisode 17 puis flashbacks)
- 2018 : Back Street Girls : Natsuko
- 2018 : La Bande à Picsou : Le Héron Noir
- 2018-2020 : Baby Boss : Les affaires reprennent : Marsha Krinkle
- 2020-2023 : Scissor Seven : la présidente Jiang
- 2021 : Transformers : La trilogie de la Guerre pour Cybertron : Veuve Noire
- 2021 : Queer Force : Toluca
- 2021-2023 : What If...? : L'Ancien[n 6] (saison 1, épisode 4) et Hela (saison 2, épisodes 7 et 9)
- 2022 : Le Requiem du roi des roses : Marguerite d'Anjou
- 2022 : Cars : Sur la route : Sally et la Reine de la faction
- 2023 : Edens Zero : Mère
- 2023 : Captain Fall (en) : Alexis Fall
- 2023-2024 : Véra : Victoria Jones[n 7]
- 2024 : Le Deuxième Meilleur Hôpital de la Galaxie : Vorg

### Jeux vidéo
- 1999 : Tarzan : Jane Porter
- 2002 : Kingdom Hearts : Jane Porter
- 2002 : Star Wars: Jedi Starfighter : Adi Gallia
- 2004 : Les Indestructibles : Mirage
- 2004 : Tom Clancy's Splinter Cell: Pandora Tomorrow : Ingrid Karlthson[n 4]
- 2005 : Les Indestructibles : La Terrible Attaque du Démolisseur : Mirage
- 2006 : Cars : Quatre Roues : Sally
- 2007 : Assassin's Creed : Maria Thorpe[n 4]
- 2007 : Crysis : Helena Rosenthal
- 2007 : Bee Movie : Le Jeu : Jeanette Chung
- 2008 : Fallout 3 : Sarah Lyons, Cherry et Fantasia
- 2008 : Prince of Persia : La Concubine
- 2008 : Sacred 2: Fallen Angel : La Dryade
- 2009 : Assassin's Creed: Bloodlines : Maria Thorpe
- 2009 : Brütal Legend : Lita
- 2010 : Assassin's Creed: Brotherhood : Junon[n 4]
- 2010 : Fallout: New Vegas : Trudy et Lucy la Rouge
- 2010 : Just Cause 2 : Maria Kane
- 2010 : Need for Speed: Hot Pursuit : Dispatch Police[n 4]
- 2011 : The Elder Scrolls V : Skyrim : Aela la Chasseuse, Astrid, Légat Rikke, Adrianne
- 2011 : Star Wars: The Old Republic : SCORPION
- 2012 : Resident Evil 6 : Ada Wong / Carla Radames
- 2013 : Far Cry 3: Blood Dragon : Darling
- 2013 : Disney Infinity : Mirage
- 2014 : Destiny : la Reine des Éveillés
- 2014 : Diablo 3 : Kadala
- 2014 : Defense Grid 2 : Conseiller Zacara
- 2014 : Borderlands: The Pre-Sequel : le colonel Zarpedon
- 2014 : Dragon Age Inquisition : Révérende Mère Hevara et divers personnages féminin
- 2015 : Assassin's Creed Syndicate : Junon[n 4]
- 2015 : Rise of the Tomb Raider : Amélia Croft (anciennement Amélia De Mornay)
- 2015 : Resident Evil: Revelations 2 : Alex Wesker
- 2015 : Star Wars Battlefront : voix additionnelles[n 4]
- 2017 : Destiny 2 : Renégats : la Reine des Éveillés
- 2017 : La Terre du Milieu : L'Ombre de la guerre : voix additionnelles
- 2017 : Tom Clancy's Ghost Recon Wildlands : Karen Bowman
- 2017 : Cars 3 : Course vers la victoire : Sally
- 2017 : Lego Marvel Super Heroes 2 : ?
- 2018 : Assassin's Creed Odyssey : Anthousa, Damalis et Junon (DLC : Le Sort de l’Atlantide)[n 4]
- 2018 : Lego Les Indestructibles : Mirage
- 2018 : Thronebreaker: The Witcher Tales : Meve, reine de Lyrie et Rivie
- 2018 : Spyro Reignited Trilogy : la sorcière [Sorceress], le droïde inventeur, voix additionnelles
- 2019 : Call of Duty: Modern Warfare : Kate Laswell
- 2019 : Age of Empires II: Definitive Edition : Chimène des Asturies et voix additionnelles
- 2019 : Star Wars Jedi: Fallen Order : l'officier Krane
- 2019 : Remnant: From the Ashes : Commandante Ford
- 2020 : Ghost of Tsushima : Dame Hana et voix additionnelles
- 2020 : The Dark Pictures Anthology: Little Hope : Angela, Anne et Amy
- 2020 : Legends of Runeterra : Rôdeuse Coupe-Gorge et voix additionnelles
- 2020 : Assassin's Creed Valhalla : Hyrrokkin[n 4]
- 2020 : World of Warcraft: Shadowlands : Nadjia la Lame fantôme à Revendreth
- 2021 : It Takes Two : Joy
- 2021 : Returnal : Selene
- 2021 : Les Gardiens de la Galaxie : Worldmind
- 2022 : Horizon Forbidden West : Untalla
- 2022 : Cookie Run: Kingdom : Cookie Sorcière des Ténèbres
- 2022 : The Quarry : Grace Corvin
- 2022 : Call of Duty: Modern Warfare II : Kate Laswell
- 2023 : Diablo IV : ?
- 2023 : Call of Duty: Modern Warfare III : Kate Laswell
- 2024 : Star Wars Outlaws : ?

### Direction artistique
Films
- 2014[5] : On est jeunes. On est forts. (de)
- 2015 : Herbert
- 2016 : I Am the Pretty Thing That Lives in the House
- 2016 : À la poursuite du manuscrit sacré : La Quête de la vérité (The Rendezvous)
- 2017 : Le Retour de Chucky
- 2018 : Une femme de tête

Téléfilms
- 2011 : Mon fils a disparu
- 2014 : High Moon : À la recherche de la fleur perdue
- 2015 : Parce que c'était toi
- 2015 : Monsterville : Le Couloir des horreurs
- 2015 : Une famille pour Noël
- 2015 : Une nouvelle jeunesse
- 2016 : Formule zéro calorie
- 2016 : La seconde femme
- 2016 : Noël sur glace
- 2016 : Romance secrète à Noël
- 2016 : Un Passé si présent
- 2017 : L'Amour dans le pré
- 2017 : Menace à domicile
- 2017 : N'oublie jamais
- 2017 : Né dans la mauvaise famille
- 2017 : The Detained
- 2017 : The Wrong Man (en)
- 2017 : Un Baiser au coin du feu
- 2017 : Un Mariage sous le sapin
- 2017 : Un Noël à New York
- 2017 : Une Belle-mère qui me veut du mal
- 2017 : Une Voisine inquiétante
- 2017 : L'Admirateur secret de Noël
- 2018 : Amour, gloire et cruauté
- 2018 : Coup de foudre et gourmandises
- 2018 : Deux jours pour une demande en mariage
- 2018 : L'Ambassadrice de Noël
- 2018 : L'Homme qui a brisé ma fille
- 2018 : La double vie de mon mari
- 2018 : La Maison sur la plage
- 2018 : Le Livre de Noël
- 2018 : Ma famille sous surveillance
- 2018 : Ma fille, harcelée et laissée pour morte
- 2018 : Meurtre d'une cheerleader
- 2018 : Noël à Crystal Falls
- 2018 : Rencontre et meurtre si affinité
- 2018 : Twin Betrayal
- 2018 : Un nouveau chapitre pour Noël
- 2018 : Une Sage-femme diabolique
- 2019 : La tentation d'une mère
- 2019 : Coup de foudre au château de glace
- 2019 : Etudiante le jour, escort la nuit
- 2019 : L'Île aux mariages
- 2019 : Le Jardin des coups de foudre
- 2020 : Escapade royale à Noël
- 2020 : Les 12 rendez-vous de Noël
- 2020 : Un associé à croquer
- 2020 : Un Sapin de Noël, deux amoureux
- 2021 : Un amour inévitable
- 2021 : Dans la peau de sa fiancée...
- 2021 : Les Malheurs de Ruby
- 2021 : Les Malheurs de Ruby : D'or et de lumière
- 2021 : Les Malheurs de Ruby : Joyau caché
- 2021 : Les Malheurs de Ruby : Un nouvel éclat
- 2021 : Les incroyables talents de Noël
- 2021 : Le Plan cruel de ma jumelle
- 2021 : Toutes innocentes, toutes coupables
- 2021 : Une New-Yorkaise à la ferme
- 2022 : Prise au piège au palais
- 2022 : Sur les traces de ma jumelle
- 2022 : Vidéos truquées, ado en danger
- 2023 : La Vengeance de Diana
- 2023 : Fiancés malgré eux
- 2023 : My Landlord Wants Me Dead

Film d'animation
- 2017 : Happy Family

Série télévisée
- 2022 : Les Origines du péché

## Voix off

### Publicités
- 1995 : Renault Mégane 1 coupé
- 2008 : Volkswagen Polo Cup TDI
- 2015 : Voix-off de la publicité LCL
- 2024 : Booking.com : Tina Fey la Romantique (Sarah Coakley Price) (doublage)

### Documentaires
- Waterlife[6] : seize épisodes de 26 min chacun en quatre DVD sur la biodiversité aquatique dans le monde et l'importance de l'eau sur Terre. Couronné « Meilleur documentaire scientifique » au Festival international 2010 de la TV sur la protection de la nature et environnementale.